# South Weldon (Carolina del Norte)
South Weldon es un lugar designado por el censo ubicado en el condado de Halifax en el estado estadounidense de Carolina del Norte. La localidad en el año 2000, tenía una población de 1414 habitantes en una superficie de 7,2 km², con una densidad poblacional de 195,3 personas por km².

## Geografía
South Weldon se encuentra ubicado en las coordenadas 36°24′47″N 77°36′30″O / 36.41306, -77.60833. Según la Oficina del Censo, la localidad tiene un área total de 7,2 km² (2,8 mi²), de la cual 7,2 km² (2,8 mi²) es tierra y 0 km² (0 mi²) (0.0%) es agua.

### Localidades adyacentes
El siguiente diagrama muestra a las localidades en un radio de 12 kilómetros (7,5 mi) de South Weldon.

## Demografía
En el 2000 la renta per cápita promedia del hogar era de $16.000, y el ingreso promedio para una familia era de $21.033. El ingreso per cápita para la localidad era de $8.845. En 2000 los hombres tenían un ingreso .per cápita de $27.176 contra $18.594 para las mujeres. Alrededor del 42.80% de la población estaba bajo el umbral de pobreza nacional.